# Pcsela–1T
A Pcsela–1T (oroszul: Пчела) az orosz Jakovlev vállalat által kifejlesztett harcászati felderítő pilóta nélküli repülőgép (UAV). Az orosz Fegyveres Erőknél áll rendszerben. Fő feladata a harctéri felderítés, megfigyelés, célpontok azonosítása, de légicélként is használható. Hatósugara 60 km, maximális bevetési ideje két óra. A repülőgépen elhelyezett kamera valós idejű képet közvetít az irányító járművébe.
Fejlesztése az 1990-es évek első felében kezdődött a Jakovlev-tervezőirodában. 1997-ben rendszeresítették az orosz hadseregben.

## Jellemzői
A rendszer részei a BTR–D-n alapuló lánctalpas indító és irányító jármű, egy Ural–4320 tehergépkocsin kialakított kiszolgáló–műszaki jármű, valamint egy GAZ–66-ból kialakított szállító és utántöltő jármű. Egy-egy rendszerhez tíz db repülőgép tartozik. Az irányító jármű egyidejűleg két repülőgép irányítására képes. A teljes rendszer neve Sztroj–P.
A Pcsela–1T két db startrakétával indul. Menethajtóműve egy P–032 típusú kéthengeres kétütemű benzinmotor, mely egy csőlégcsavart hajt. Repülés után ejtőernyővel tér vissza a földre. A földet érés során rugózó lábak csillapítják a gépet érő ütést. Egy gép élettartama tíz bevetés.

## Alkalmazása
Az akkor még nem rendszeresített gépet tesztelési célból az 1995-ös csecsenföldi harcokban vetették be. Öt gépet használtak az orosz erők. Ezek összesen 10 bevetést hajtottak végre, ebből 8 harci bevetés volt. A gépek  legnagyobb  alkalmazási távolsága 55 km volt, a repülési magasság a bevetések során jellemzően 600–2000 m között változott. Az öt bevetett gépből a csecsen erők kettőt lelőttek.

## Műszaki adatai

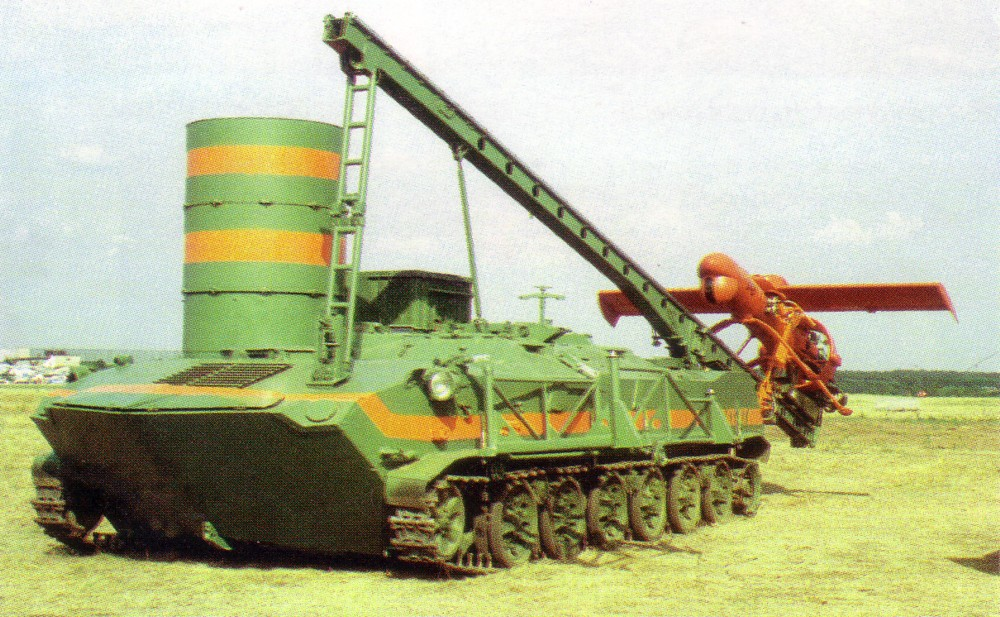
A Pcsela–1T az indító–irányító lánctalpas járművön

### Tömeg- és méretadatok
- Hossz: 2,80 m
- Szárnyfesztáv: 3,30 m
- Magasság: 1,12 m
- Starttömeg: 138 kg

### Hajtómű
- Motorok száma: 1 db
- Típusa: P–032 benzinmotor
- Motorteljesítmény: 23,8 kW (32 LE)
- Startrakéták száma: 2 db

### Repülési adatok
- Utazósebesség: 120–180 km/h
- Utazómagasság: 100–2500 m
- Maximális repülési idő: 2 óra
- Hatósugár: 60 km